# Bol'shemurtinsky (huyện)
Huyện Bol'shemurtinsky (tiếng Nga: ? райо́н) là một huyện hành chính tự quản (raion), của Vùng Krasnoyarsk, Nga. Huyện có diện tích 6999 km². Trung tâm của huyện đóng ở Bolshaya Murta.